# Монетно обращение и монетосечене в Кюстендилско
Монетното обращение и монетосеченето в Кюстендилско датира от времето на първите монети, отсечени в Лидия по времето на Крез някъде между 640 и 630 г. пр.н.е.
Концептуално историята на монетното обращение и монетосеченето се дели на средновековна, от османския период и в третата българска държава. Показателни за нумизматичната история на кюстендилския край са т.нар. монетни съкровища от златни, сребърни, електронови, билонни, бронзови и медни монети от всички епохи, които са над 100. Въз основа на монетното обращение може да се преценя както за стопанското, обществено и културно развитие на региона, така и за международните отношения и контакти през различните исторически периоди в развитието на кюстендилския край.
Най-ранно датираното нумизматично откритие в Кюстендилско е от времето 8 век пр.н.е. – 6 век пр.н.е. и съдържа 12 – 13 бронзови екземпляра на домонетни форми наподобяващи риба, открити в землището на Невестино.

## Монети на Пауталия
Най-старото монетно съкровище в Кюстендилско е от землището село Ваксево – от 6/5 век пр.н.е. То съдържа около 200 сребърни статера сечени на остров Тасос. Подобно е открито и в землището на Бобошево.
От периода 4 век пр.н.е. – 3 век пр.н.е. са известни съкровищата от землищата на селата Гърбино, Невестино, Смоличано, Гюешево, както и на самия оформящ се тракийски град. През този период монетите влизат в трайно обращение като разменно средство в Кюстендилско. Тези съкровища съдържат сребърни тетрадрахми на древномакедонските царе Филип II и Александър Велики, сребърни тетроболи на град Истея на остров Евбея в Древна Гърция, както и монети на антични полиси от Балканите и Мала Азия.
През 2 век пр.н.е. – 1 век пр.н.е. най-разпространени в циркулация в Кюстендилско са тетрадрахмите на Древна Атина, както и тези на Тасос и 1-ва македонска област. Също така са разпространени и драхмите на Аполония Илирийска и Дирахон, като все повече постепенно се налагат като разплащателно средство монетите на Римската република. Монетни съкровища от този периода са открити в землищата на Скрино, Смоличано, Вратца, Жабокрът и в градската зона.
След като през 106 г. Пауталия получава статут на муниципия, т.е. на римски град, във времето от управлението на император Антонин Пий (138 – 161) до това на император Каракала (198 – 217), градът сече собствени бронзови монети. Известни са над 900 вида пауталийски монети, а основното им нумизматично проучване е дело на виенския учен Леон Ружичка.
Най-многобройни са монетните находки от времето на Римската империя в Кюстендилско. Повечето от тези монети са колониални, т.е. сечени от градовете с право да секат монети в Римската империя. Това са монети както на Пауталия, така и на Сердика, Марцианопол, Виминациум, Никополис ад Иструм, Филипопол, Августа Траяна, Тесалоника. От своя страна пауталийски монети са намирани на доста места извън землището. Сред богатите монетни съкровища от този период са тези в землищата на Таваличево, Лиляч, Сапарева баня, Червен брег и в градската зона. Преобладават бронзовите монети с малък номинал сечени през 3 век, 4 век и началото на 5 век.

## Средновековно монетно обращение
От средновековието в Кюстендилско преобладават монетните находки от времето на Втората българска държава. Те са десетки хиляди на брой, основно от 12 век – 13 век. Това са медни и билонови корубести монети – български и византийски. Най-голямото монетно съкровище от този период е открито в землището на село Илия – с тегло 30 кг. (предадено за вторични суровини през 60-те години на 20 век). От този период има също така находки на сребърни и златни монети, като монетното съкровище от Мазарачево – златни перпери от 13 век.
От времето на Първата българска държава са откривани сравнително малко монетни находки, обикновено от по няколко до десетина византийски монети. От това време са находките в землището на Долно Кобиле (бронзови), Разметаница, Таваличево (златни) и в градската зона.
От периода 13/14 век в Кюстендилско все повече се разкриват венециански монети (на Венецианската република), като най-забележителните такива са намерени в землището на село Вуково и до манастира в село Граница.

## Монетно обращение в ново време
Най-богато са представени в Кюстендилско монетните находки от османско време и възраждането.
От 15 век – 16 век в Кюстендилския санджак има няколко находки съдържащи ранни османски монети от малък номинал, както такива от френски и полски грошове.
От 16 век, 17 век, 18 век и началото на 19 век широко са разпространени белгийските талери, както и австрийските, испанските, френските и италиански монети, в т.ч. и венецианските златни дукати и флорини. Срещат се и монети на Рагуза, Кампен, Давентер. Най-голямото монетно съкровище от този период е открито в землището на село Крайници. Сред монетите преобладават сребърните испански талери, полуталери и четвъртталери, които са грубо отсечени по Латинска Америка – основно в Аржентина, Мексико и Перу.
През 18 – 19 век, според монетните находки от това време, в Кюстендилско започват да навлизат и руски сребърни монети (открити край село Копиловци).
Златни монети от ново време са откривани в землищата на Кюстендил, Граница, Невестино и Рилския манастир. Преобладават австрийските, венецианските и османските златни монети, предпочитани от населението заради ниския процент благороден метал в другите османски монети.
Сред най-ценните извори за монетното обращение в Кюстендилско са минералните извори, понеже традиционно в знак на благодарност на изворите са хвърляни монети. Повечето единични монетни находки на откривани покрай възлови исторически места – основно тържища и култови сгради (храмове).